# Разголената с цигулката
„Разголената с цигулката“ е съветски телевизионен филм, комедия от 1959 г. на режисьорите Валентин Плучек и Виктор Рижков. Филмът е постановка на едноименната пиеса на Ноел Кауърд.

## Сюжет
„Разголената с цигулката“ е последната картина на току-що починалия модерен и скъп художник абстракционист Пол Сороден. В апартамента му в Париж неговият камериер Себастиян (Георгий Менглет) приема по телефона съболезнованията. Неочаквано в квартирата нахлува кореспондентът на списание „Life“ Клинтън Преминджър Джуниър (Евгений Весник). Той се опитва да изкопчи от Себастиян информация за живота на художника, използвайки събраните сведения за самия камериер – мошеник и авантюрист. Себастиян цинично признава всички факти, но след това хладнокръвно изхвърля журналиста.
След погребението в апартамента пристигат близките на художника: съпругата му Изабел, изоставена от него преди 25 години, но никога не му дала развод, дъщеря му Джейн (Нина Архипова), синът му Колин (Владимир Ушаков) със своята съпруга Памела (Галина Степанова) и изкуствоведът и бизнесмен Джейкъб (Александър Денисов). Всички те прекрасно симулират своята скръб. Джейкъб патетично вещае за три периода в творчеството на Сороден. Себастиян отваря пред тях писмо, адресирано до него от художника, в което Сороден пише, че никога не е рисувал сам картините си. Близките са в шок. Те се опитват да купят мълчанието на камериера.
Същия ден един след друг апартамента на художника посещават някои доста интересни личности – руската княгиня Анна Павликова (Валентина Токарская), импулсивната вариететна танцьорка Чери-Мей Уотъртън (Олга Аросева) със своя горилоподобен придружител Фабрис (Анатоли Папанов) и тъмнокожият религиозен сектант от Ямайка Обадая Павелин. Всеки един от тях показва на семейството копие от писмо на Пол Сороден, в които той признава авторството на въпросната персона на неговите картини, впоследствие издигнати до ранг на шедьоври от изкуствоведите. Всеки от тримата изразява готовност при определени условия да предаде своето копие от писмото на семейството на художника и да запази неговата тайна. Прибягвайки до подкупи, опит за похищение и психологически натиск, Себастиян и Фабрис успяват да се сдобият с трите копия на писмото и да ги унищожат.
Себастиян прави презентация пред американски журналист на последната картина на Сороден – „Разголената с цигулката“, след което го изпраща. Събралите се членове на семейството с истеричен смях разглеждат поредния шедьовър на абстрактната живопис. Себастиян със сериозен тон им съобщава, че тази картина, както още 30 скрити от него картини, принадлежи към четвърти, неизвестен период от творчеството на художника – неоинфантилизъм. Всичките произведения, създадени от 14-годишния син на Себастиян, но подписани от Сороден, могат да бъдат продадени на семейството срещу крупна сума. В гнева си Джейкъб заплашва да направи обществено достояние всичките дела на камериера-мошеник. Във финалния монолог Себастиян обяснява, че неговото разобличаване ще навреди на репутацията на Джейкъб и ще доведе до разоряването на семейство Сороден. Също така ще докара до отчаяние хиляди неталантливи художници, които се увличат по съвременното изобразително изкуство. Притесненият Джейкъб кани на среща в своя офис Себастиян и заедно с другите присъстващи с благоговение разглеждат картината „Разголената с цигулката“.

## В ролите
- Георгий Менглет като Себастиян, камериер
- Евгений Весник като Клинтън Преминджър Джуниър, американски журналист
- Нина Архипова като Джейн, дъщеря на художника
- Владимир Ушаков като Колин, син на художника
- Галина Степанова като Памела, съпруга на Колин
- Александър Денисов като Джейкъб, изкуствовед бизнесмен
- Валентина Токарская като княгиня Анна Павликова
- Олга Аросева като Чери-Мей Уотъртън
- Анатоли Папанов като Фабрис